# Блантон, Ричард
Ричард Блантон (англ. Richard E. Blanton; род. 16 ноября 1943) — американский антрополог и археолог. Наиболее известен своими археологическими и теоретическими исследованиями в области развития цивилизаций в доколумбовой Мезоамерике, особенно в регионах мексиканского нагорья и долины Оахака. Преподавал в Университете Райса и Хантер-колледже Городского университета Нью-Йорка, прежде чем поступить на факультет Университета Пердью в 1976 году.
Блантон помог разработать методы обследования полного охвата, которые он и его коллеги применили к долине Оахака, чтобы помочь понять эволюцию штата Монте-Альбан. Метод, разработанный Блантоном и его учениками, оказал влияние на целое поколение археологов и до сих пор широко используется.
Благодаря своему интересу к региональным исследованиям, Блантон помог внедрить методы пространственного анализа в археологию. В частности, он применил теорию графов, используемую архитекторами для оценки движения в зданиях, и превратил её в метод анализа доисторических домов и сообществ. Он смог продемонстрировать, что различия в планировке домов и сообществ были связаны с различиями в благосостоянии. Кроме того, метод Блантона использовался для определения частоты доисторических войн, которая оказалась полезной в ряде ситуаций.
Блантон был одним из первых сторонников теории мировых систем и активно применял её к эволюции мезоамериканских государств. Хотя в то время эта работа подверглась критике, она получила дальнейшее развитие и была использована многими учеными.
Блантон также участвовал в разработке теории двойного процесса, Теория двойного процесса утверждает, что политические лидеры используют один из двух основных процессов для создания и поддержания власти. Используя первую, называемую «сетевой» стратегией, политические лидеры используют связи с другими государствами, сверхъестественными силами или источниками эзотерических знаний и товаров для создания власти и её поддержания, лишая других доступа к этим источникам власти. Используя вторую, называемую «корпоративной» стратегией, политические лидеры используют узы родства и социальные группы для укрепления власти, широко разделяя доступ к этим группам, но позиционируя себя как «первого среди равных». Они не предназначены для того, чтобы рассматриваться как исключительные категории, а скорее как конечные точки континуума политической стратегии. Теория двойного процесса оказала значительное влияние на археологическую мысль.